# NGC 5980
NGC 5980 ist eine 12,7 mag helle Spiralgalaxie vom Hubble-Typ Sc im Sternbild Schlange, die schätzungsweise 186 Millionen Lichtjahre von der Milchstraße entfernt ist. 
Das Objekt wurde am 19. März 1787 von Wilhelm Herschel mit einem 18,7-Zoll-Spiegelteleskop entdeckt, der sie dabei mit „F, E in the meridian, 1.5′ long“ beschrieb.